# Siracusana

Busta primo giorno viaggiata raccomandata per USA affrancata con la serie Siracusana "grande formato" o altrimenti detta "testoni", 1954, con filigrana ruota alata

La Serie Siracusana è una serie di francobolli, disegnata dal pittore e decoratore Vittorio Grassi, emessa dagli anni cinquanta agli anni settanta.

## Descrizione

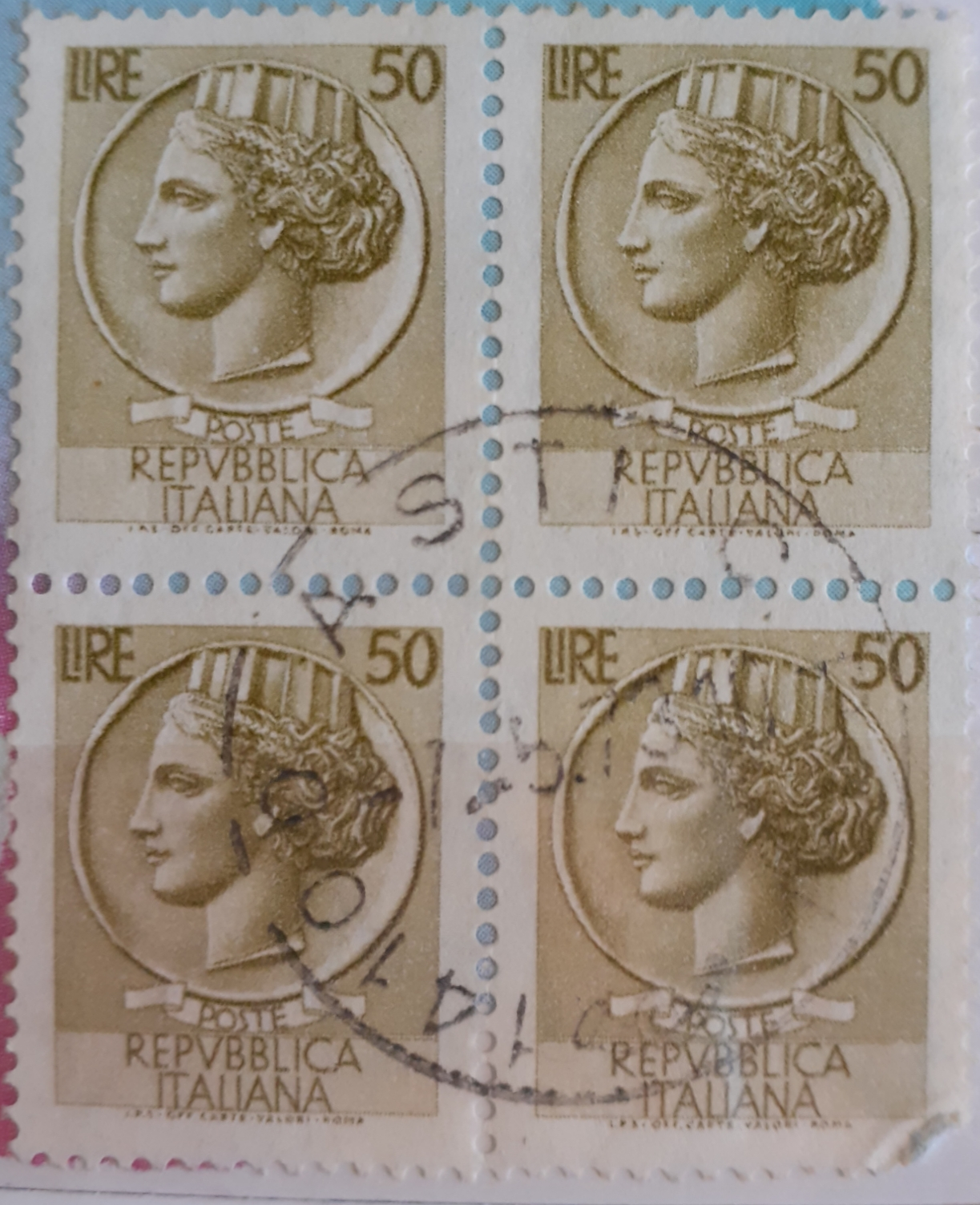
Il valore da 50 lire

La celebre serie detta “Italia turrita” o “Siracusana” è una delle più longeve della storia delle emissioni filateliche: ben trent'anni, dal 6 giugno 1953, data di nascita ufficiale, al principio degli anni ottanta.
La serie Italia turrita ebbe un grande successo, sia tra i clienti che tra gli operatori delle Poste. Era infatti apprezzata dal pubblico perché comoda, di piccolo taglio e di facile riconoscimento, tutti fattori che hanno concorso a farla durare così a lungo. In più aveva una particolarità: era monocromatica, ogni valore aveva cioè il suo colore, dal lilla, al rosa, al rosso, al marrone, caratteristica che permetteva un riconoscimento immediato dal punto di vista tariffario sia da parte dei clienti che degli operatori postali.
Quando la serie venne emessa fece subito scalpore per il suo formato ridotto (17 mm di base per 21 mm di altezza). Era infatti la prima volta che si tornava a una misura più piccola rispetto ai francobolli della precedente serie ordinaria, denominata "Italia al lavoro", del 1950, la quale, dovendo rappresentare le attività lavorative salienti che contraddistinguevano ogni singola regione italiana, necessitava di dimensioni più ampie. La dimensione della serie "Italia turrita", invece, riprendeva quella di buona parte dei francobolli della prima serie ordinaria della Repubblica Italiana, ovvero la "Democratica". La raffigurazione della testa di donna con una corona turrita venne tratta da un'antica moneta siracusana dell'epoca romana ad opera del disegnatore Vittorio Grassi. Questo spiega perché la serie è anche detta Siracusana.
I francobolli di valore inferiore a 100 lire sono con sfondo colorato, mentre quelli di valore superiore a 100 lire sono su sfondo bianco e la testa di donna coi bordi colorati.
La serie, nei suoi trent'anni di vita, ha subìto modifiche della filigrana e un ampliamento progressivo della composizione dei valori tariffari. La prima emissione, quella che viene considerata come la “serie base”, era composta da nove valori con filigrana ruota alata. Tra il 1955 e il 1960 la serie fu ampliata e portata a 17 valori e venne ristampata con filigrana a tappeto di stelle. Successivamente, nel 1968, venne emessa una terza serie, composta da 23 valori, stampata, oltre che su carta filigranata a tappeto di stelle, anche su carta fluorescente. In quell'anno venne introdotto in Italia un nuovo sistema di smistamento della posta. Nei centri di meccanizzazione postale alcune macchine, attraverso la lettura ottica della fluorescenza nella carta, accertavano che la corrispondenza fosse affrancata e potesse proseguire la sua corsa. La terza serie, inoltre, presentava delle differenze anche nelle dimensioni. Venne diminuito, in pratica, il formato stampa per consentire una migliore lettura della fluorescenza da parte delle macchine raddrizzatrici della bollatura nei centri di smistamento.
Nel 1988, anche a seguito di alcune contraffazioni, la storica serie venne definitivamente messa fuori corso, visto che era stata già da tempo sostituita dalla serie "Castelli d'Italia".

## Francobolli emessi
Alcune delle principali tirature della serie ordinaria "Siracusana" sono qui riassunte in ordine temporale, con i differenti tipi di dentellatura o di carta. La classificazione che è qui proposta serve esclusivamente per indirizzo alle varie tirature. Per varietà di filigrana, di carta, di tavola o occasionali, si rimanda ai cataloghi specializzati, che ne offrono, peraltro, le valutazioni.
Siracusana con filigrana Ruota alata
| Valore | Colore        | Orientamento di filigrana | Note e varietà |
| ------ | ------------- | ------------------------- | --- |
| 5 L.   | grigio        | Normale destra (ND)       | |
| 10 L.  | vermiglio     | Normale destra (ND)       | È nota una tiratura discreta con l'inchiostro della stampa fluorescente (colore arancio vivo sotto la lampada di Wood)                                |
| 12 L.  | verde scuro   | Normale destra (ND)       | Emesso per la tariffa ridotta per militari |
| 13 L.  | lilla rosa    | Normale destra (ND)       | Emesso per la tariffa ridotta per militari |
| 20 L.  | bruno         | Normale destra (ND)       | |
| 25 L.  | violetto      | Normale destra (ND)       | Varietà di filigrana: Capovolta sinistra (CS) (non comune). Sono note alcune tirature su carta spessa (fil. CS) ed è noto senza filigrana (rarissimo) |
| 35 L.  | rosa rosso    | Normale destra (ND)       | |
| 60 L.  | azzurro       | Normale destra (ND)       | |
| 80 L.  | bruno arancio | Normale destra (ND)       | È noto su carta spessa |

Siracusana "grande formato" filigrana Ruota alata
- 100 Lire grande formato - colore bruno
- 200 Lire grande formato - colore azzurro

| Valore         | Anno di emissione | Dentellatura                           | Orientamento di filigrana                                                                          | Grado di rarità                                                                        | Altre posizioni di filigrana note |
| -------------- | ----------------- | -------------------------------------- | -------------------------------------------------------------------------------------------------- | -------------------------------------------------------------------------------------- | --------------------------------- |
| 100 L. bruno   |                   |                                        | |                                                                                        |                                   |
| 1954           | 13.30 x 13.20     | Filigrana tipo Capovolta sinistra (CS) | Molto comune                                                                                       | Capovolta destra (CD), Normale sinistra (NS) e Normale destra (ND). Sono grandi rarità |                                   |
| 1955 (?)       | 13.30 x 13.05     | Filigrana tipo Capovolta sinistra (CS) | Abbastanza rara                                                                                    |                                                                                        |                                   |
| 1955           | 13.30 x 12.20     | Filigrana tipo Capovolta sinistra (CS) | Molto raro. Con filigrana normale destra (ND) è una grande rarità (la più rara della intera serie) |                                                                                        |                                   |
|                |                   |                                        | |                                                                                        |                                   |
| 200 L. azzurro |                   |                                        | |                                                                                        |                                   |
| 1954           | 13.30 x 13.20     | Filigrana tipo Capovolta sinistra (CS) | Molto comune                                                                                       | Capovolta destra (CD), Normale sinistra (NS) e Normale destra (ND). Sono grandi rarità |                                   |
| 1955 (?)       | 13.30 x 13.05     | Filigrana tipo Capovolta sinistra (CS) | Abbastanza rara                                                                                    |                                                                                        |                                   |

Siracusana "grande formato" filigrana Stelle
- 100 Lire grande formato - colore bruno
- 200 Lire grande formato - colore azzurro

| Valore         | Anno di emissione | Dentellatura                                                                                      | Orientamento di filigrana | Grado di rarità |  |
| -------------- | ----------------- | ------------------------------------------------------------------------------------------------- | ------------------------- | --------------- |  |
| 100 L. bruno   |                   |                                                                                                   |                           |                 |  |
| 1955           | 13.30 x 13.30     | Filigrana tipo II Sinistra (S) o Destra (D)                                                       | molto comune              |                 |  |
| 1956           | 13.30 x 12.20     | Filigrana tipo II Sinistra (S) o Destra (D)                                                       | comune                    |                 |  |
| 1956           | 13.30 x 13.05     | Filigrana tipo II Sinistra (S) o Destra (D)                                                       | non comune                |                 |  |
| 1956-57 (?)    | 13.30 x 13.90     | Filigrana tipo II Sinistra (S) o Destra (D)                                                       | raro                      |                 |  |
| 1958           | 13.30 x 13.30     | Filigrana tipo III Sinistra alto (SA), Sinistra basso (SB) o Destra alto (DA) e Destra basso (DB) | molto comune              |                 |  |
|                |                   |                                                                                                   |                           |                 |  |
| 200 L. azzurro |                   |                                                                                                   |                           |                 |  |
| 1957           | 13.30 x 13.30     | Filigrana tipo II Sinistra (S) o Destra (D)                                                       | molto comune              |                 |  |
| 1958           | 13.30 x 13.30     | Filigrana tipo III Sinistra alto (SA), Sinistra basso (SB) o Destra alto (DA) e Destra basso (DB) | molto comune              |                 |  |

Siracusana "piccolo formato" su carta fluorescente (disegno sensibilmente ridotto)
Filigrana di tipo IV orizzontale o verticale. Gomma arabica (21 valori) o vinilica (26 valori).
| Valore | Colore                  | Anno di emissione | Note e varietà |
| ------ | ----------------------- | ----------------- | --- |
| 1 L.   | grigio scuro            | 1968              | |
| 5 L.   | grigio                  | 1968              | |
| 6 L.   | bruno arancio           | 1968              | |
| 10 L.  | vermiglio               | 1968              | |
| 15 L.  | violetto grigio         | 1968              | |
| 20 L.  | bruno                   | 1968              | |
| 25 L.  | violetto                | 1968              | |
| 30 L.  | bruno giallo            | 1968              | |
| 40 L.  | rosa lilla              | 1968              | È noto un falso del 1974 stampato a Milano ottimamente riuscito, che è stato usato prevalentemente sulle cartoline delle lotterie nazionali                                |
| 50 L.  | oliva                   | 1968              | |
| 55 L.  | violetto                | 1969              | |
| 60 L.  | azzurro                 | 1968              | |
| 70 L.  | verde azzurro           | 1968              | |
| 80 L.  | bruno arancio           | 1968              | |
| 90 L.  | bruno rosso             | 1968              | |
| 100 L. | bruno                   | 1968              | È noto anche stampato in fogli da 100+100, con 10 coppie tête-bêche al centro, ed è noto stampato su fogli non fluorescenti con filigrana stelle II                        |
| 120 L. | azzurro e verde         | 1977              | Sono note due tirature, che si distinguono per la distribuzione del colore verde sul viso, che è evidente nella 2ª tiratura. Il francobollo è perciò anche detto "verdino" |
| 125 L. | arancio e lilla         | 1974              | |
| 130 L. | grigio e carminio scuro | 1968              | |
| 150 L. | violetto                | 1976              | È noto un falso stampato a Milano nel 1976 e un altro a Roma nel 1977, perciò a causa di queste falsificazioni, il 150 Lire nel 1977 venne messo fuori corso               |
| 170 L. | verde e bistro          | 1977              | |
| 180 L. | grigio e violetto       | 1971              | |
| 200 L. | azzurro scuro           | 1968              | È noto un falso stampato a Vicenza nel 1972 e un altro a Milano nel 1976, perciò a causa di queste falsificazioni, il 200 Lire nel 1977 venne messo fuori corso            |
| 300 L. | verde smeraldo          | 1968              | È noto un falso stampato a Roma nel 1977, e nello stesso anno, a causa di questa falsificazione, il 300 Lire venne messo fuori corso                                       |
| 350 L. | rosso e bruno rosso     | 1977              | |
| 400 L. | bruno rosso             | 1977              | È noto un falso stampato a Roma nel 1977, e nello stesso anno, a causa di questa falsificazione, il 400 Lire venne messo fuori corso                                       |

Nelle filigrane è indicato il senso di scorrimento delle stelle nel foglio, che si può rilevare seguendo il verso della punta della stella. La rarità indicata è dovuta alla probabilità di ritrovamento più che alla tiratura, comunque molto generosa specie per i tipi indicati con "comune".